# Batti Malv Island
Batti Malv Island är en ö i Indien.   Den ligger i unionsterritoriet Andamanerna och Nikobarerna, i den sydöstra delen av landet, 2 700 km sydost om huvudstaden New Delhi.